# 恩斯特·布施 (陆军元帅)
恩斯特·布施 （德語：Ernst Busch，1885年7月6日—1945年7月17日）是第二次世界大戰中的德國陸軍元帥。在二戰中布施出名的並非他的戰功，而是在1944年6月他指揮中央集團軍於蘇軍發動的巴格拉基昂行動後完全崩潰的結果。

## 背景

### 早年生活及職業
他在德國埃森出生，布施在1904年加入普魯士軍隊及於第一次世界大戰期間在西線服役，他在1918年獲頒授藍馬克斯勳章，戰爭結束後，他留在德國軍隊及在1925年被任命為後勤部隊督察員，1930年他被晉升為中校及受命指揮第9步兵團。

### 第二次世界大戰
布施在1939年入侵波蘭時是威廉·李斯特的副手，第二年他在法國戰役中率領德國第16軍團作戰，由於他的戰功，阿道夫·希特勒頒授他鐵十字勳章。
布施其後參與巴巴羅薩行動及在圍困列寧格勒前於1941年9月8日指揮攻佔杰米揚斯克，雖然面對蘇聯紅軍的反攻，但布施的部隊依然堅守由斯塔拉亞羅薩至奥斯塔什科夫，由於在戰場上的堅強防禦，希特勒晉升他為陸軍元帥，他在1943年至1944年指揮德國中央集團軍，但由於在1944年夏季災難性的戰敗，在1944年7月被希特勒撤職及由瓦爾特·莫德爾代替。
布施在1945年3月因被任命為德國H集團軍司令而復出，在與克特·司徒登及其指揮的德國第1傘兵軍團共同努力下，布施的任務是阻止伯納德·蒙哥馬利所指揮的盟軍進入德國，布施在1945年5月3日向蒙哥馬利投降，他被列為戰犯及在1945年7月17日死於英國艾迪索特戰俘營，他被葬於斯塔福德郡坎諾克蔡斯德國戰爭墓園。
| 军职                                | 军职                                          | 军职                           |
| ----------------------------------- | --------------------------------------------- | ------------------------------ |
| 前任： 埃瓦尔德·冯·克莱斯特骑兵上将 | 第8軍军長 1938年2月3日 – 1939年10月25日       | 繼任： 瓦特·海茲大将           |
| 前任： 无                           | 第16軍團司令 1940年1月 - 1943年10月12日       | 繼任： 克里斯蒂安·漢森炮兵上將 |
| 前任： 京特·馮·克魯格元帥           | 中央集團軍司令 1943年10月12日 - 1944年6月28日 | 繼任： 瓦爾特·莫德爾元帥       |
| 前任： 約翰內斯·布拉斯科維茨大將    | H集團軍司令 1945年4月15日 - 1945年5月3日      | 繼任： 无                      |